# Bajakouszczyna
Bajakouszczyna (biał. Баякоўшчына; ros. Бояковщина, Bojakowszczina) – wieś na Białorusi, w obwodzie witebskim, w rejonie orszańskim, w sielsowiecie Mieżawa.